# Torres (Venezuela)
Torres é um município da Venezuela localizado no estado de Lara.
A capital do município é a cidade de Carora.